# Henschel Projekt P.54
O Henschel Projekt P.54, juntamente com o seu projecto irmão P.72, foram projectos planeados pela Henschel para conceber aviões bimotores de transporte aéreo, alimentados por motores BMW 801.